# Qusair Amra
Qusayr ʽAmra es el más célebre de los castillos del desierto ubicados en lo que hoy es el este de Jordania. Fue construido a principios de siglo VIII, en algún momento entre 723 y 743, por Walid Ibn Yazid, el futuro califa omeya Walid II, en la época de expansión de la dominación islámica en esta región. Es uno de los ejemplos más notables del primer arte omeya y de la arquitectura islámica.  El descubrimiento de una inscripción durante las obras de 2012 ha permitido datar la estructura de forma más precisa.
El edificio es el resto de un complejo más grande que incluía un verdadero castillo, del que sólo quedan los cimientos. En el siglo XXI sólo persiste una pequeña morada que pretendía ser un retiro real, sin ninguna función militar. Destaca sobre todo por los frescos que se encuentran en los techos interiores, los cuales representan, entre otros, a un grupo de gobernantes, escenas de caza, mujeres desnudas y, sobre una habitación de baño, una representación precisa del zodiaco. Esto ha llevado a la UNESCO a declararlo Patrimonio de la Humanidad, uno de los cinco del país. Esta calificación, y su ubicación junto a la más grande autopista este-oeste de Jordania, relativamente cerca de Amán, hacen de este lugar uno de los principales lugares turísticos del reino.

## Descripción
Qasr Amra se ubica al borde septentrional de la autopista 40 jordana, aproximadamente a 85 km de Amán y 21 km al sudoeste de Azraq. El castillo se encuentra en el oeste de un perímetro cerrado, debajo de una pequeña elevación, delimitado por alambre de espino, con un aparcamiento sin pavimentar en la esquina sureste, justo frente a la carretera. Hay un pequeño centro de visitantes. Es un edificio bajo, construido con caliza y basalto. El bloque septentrional, de dos pisos de alto, posee una cubierta de tres bóvedas sobre la entrada principal en la fachada oriental. La parte occidental presenta cúpulas más pequeñas.

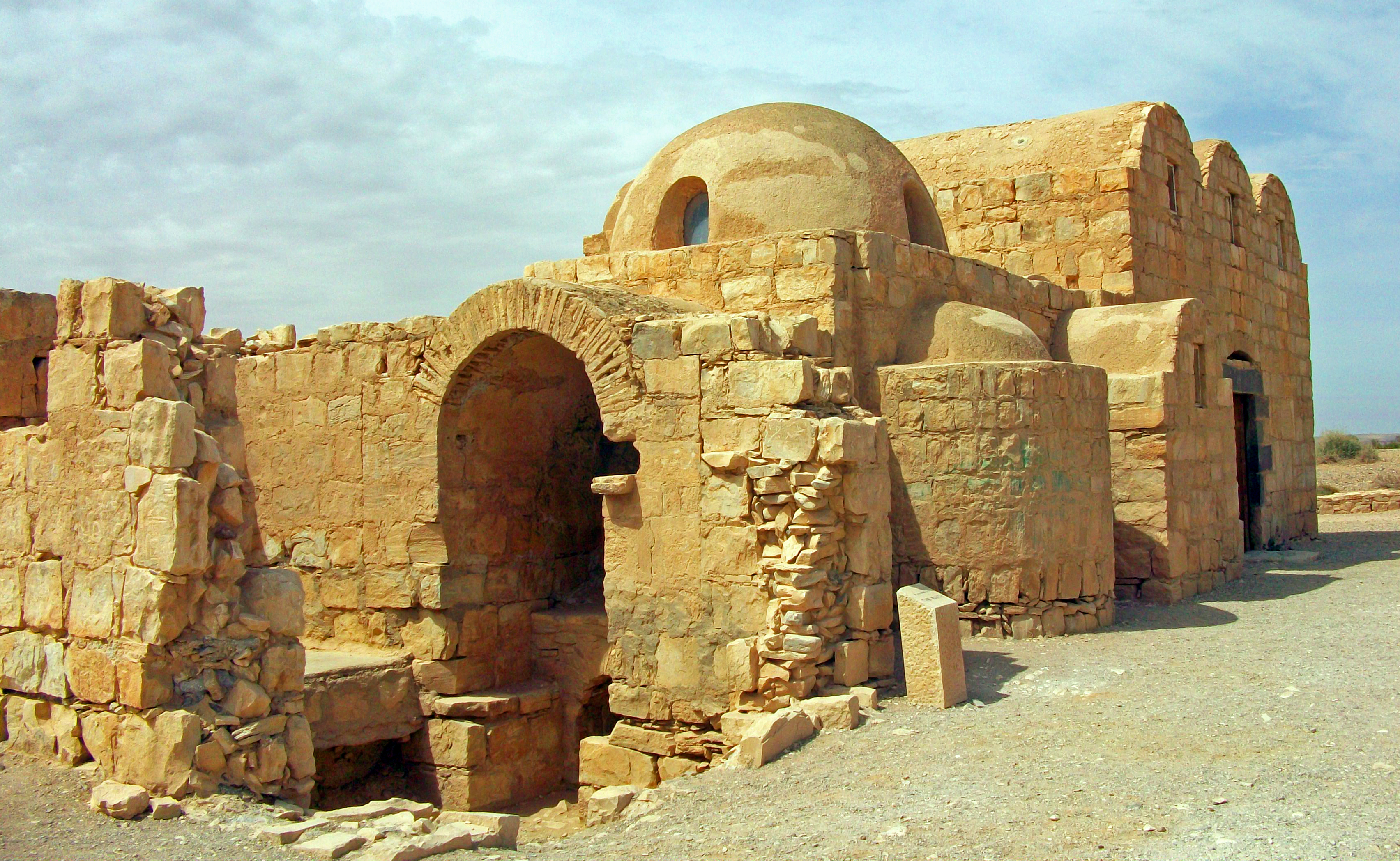
Elevación oriental (frente) y porción del perfil meridional, 2009.

Restos de paredes de piedra usadas como cierre del sitio sugieren que era parte de un complejo de 25 hectáreas; hay restos de un castillo que pudo haber albergado temporalmente una guarnición de soldados. Justo al sudeste del edificio hay un pozo de 40 m de profundidad, y se han encontrado también trazas de un mecanismo de elevación a través de fuerza animal y una presa.
En 2021, las condiciones de conservación de Qasr Amra son peores que las de otros castillos del desierto como Qasr Kharana, los frescos han sido dañados por grafitis. Están en marcha proyectos de restauración apoyados por la World Monuments Fund, el Istituto superiore per la conservazione ed il restauro y el departamento de antigüedades de Jordania.
El castillo fue utilizado como lugar de retiro estival por el califa y su corte; sus paredes estaban cubiertas con pinturas al fresco en las cuales se representan escenas de caza (entre las presas hay mamíferos ya extintos en Oriente Próximo), arriates con frutos, personajes contemporáneos y mujeres en la tradición del arte romano tardío. También contiene un sistema termal dividido en tres partes, otra muestra de la influencia cultural romana.

## Historia
Durante largo tiempo los arqueólogos creyeron que el califa Walid I fue el constructor y principal usuario de Qasr Amra, pero actualmente existen dudas y es probable que fuera la obra de Walid II o Yazid III, príncipes en el momento de la construcción, ya que ambos pasaron largos períodos de tiempo lejos de Damasco antes de ascender al trono. Se sabía que Walid II gustaba del tipo de actividades representadas en los frescos, particularmente sentarse al borde de piscinas escuchando música o poesía. En cierta ocasión fue entretenido por intérpretes vestidos como estrellas y constelaciones, sugiriendo una relación con el cielo pintado en el caldarium. La madre de Yazid era una princesa persa, lo que sugiere familiaridad con esa cultura.
La estructura abandonada fue redescubierta por Alois Musil en el año 1898, y los frescos se hicieron célebres a través de las ilustraciones del libro de Musil, realizadas por el artista austriaco, Alphons Leopold Mielich. A finales de los años setenta, un equipo español restauró los frescos. El castillo fue declarado Patrimonio de la Humanidad de la Unesco en el año 1985, teniendo como base los criterios i, iii y iv ("obra maestra del genio creativo humano", "testimonio único o al menos excepcional de una tradición cultural" y "un ejemplo sobresaliente de un tipo de edificio, conjunto arquitectónico o tecnológico o paisaje que ilustra una etapa significativa en la historia humana").

## Frescos

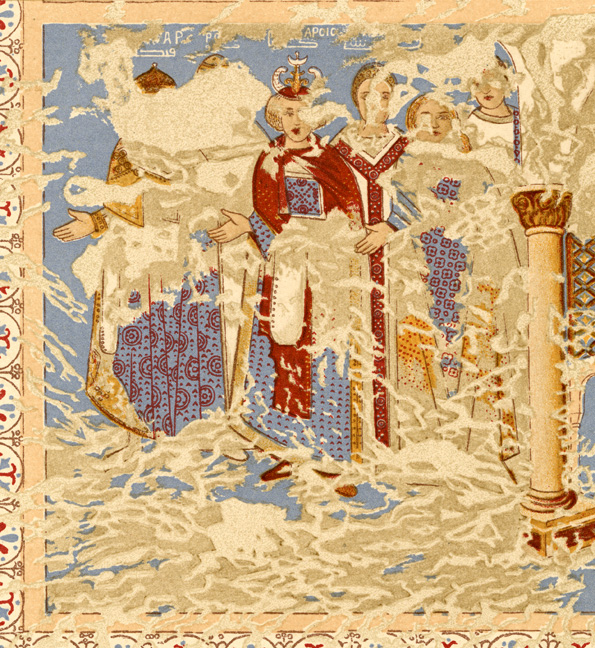
Fresco de los "seis reyes", uno de los más conocidos de Qasr Amra

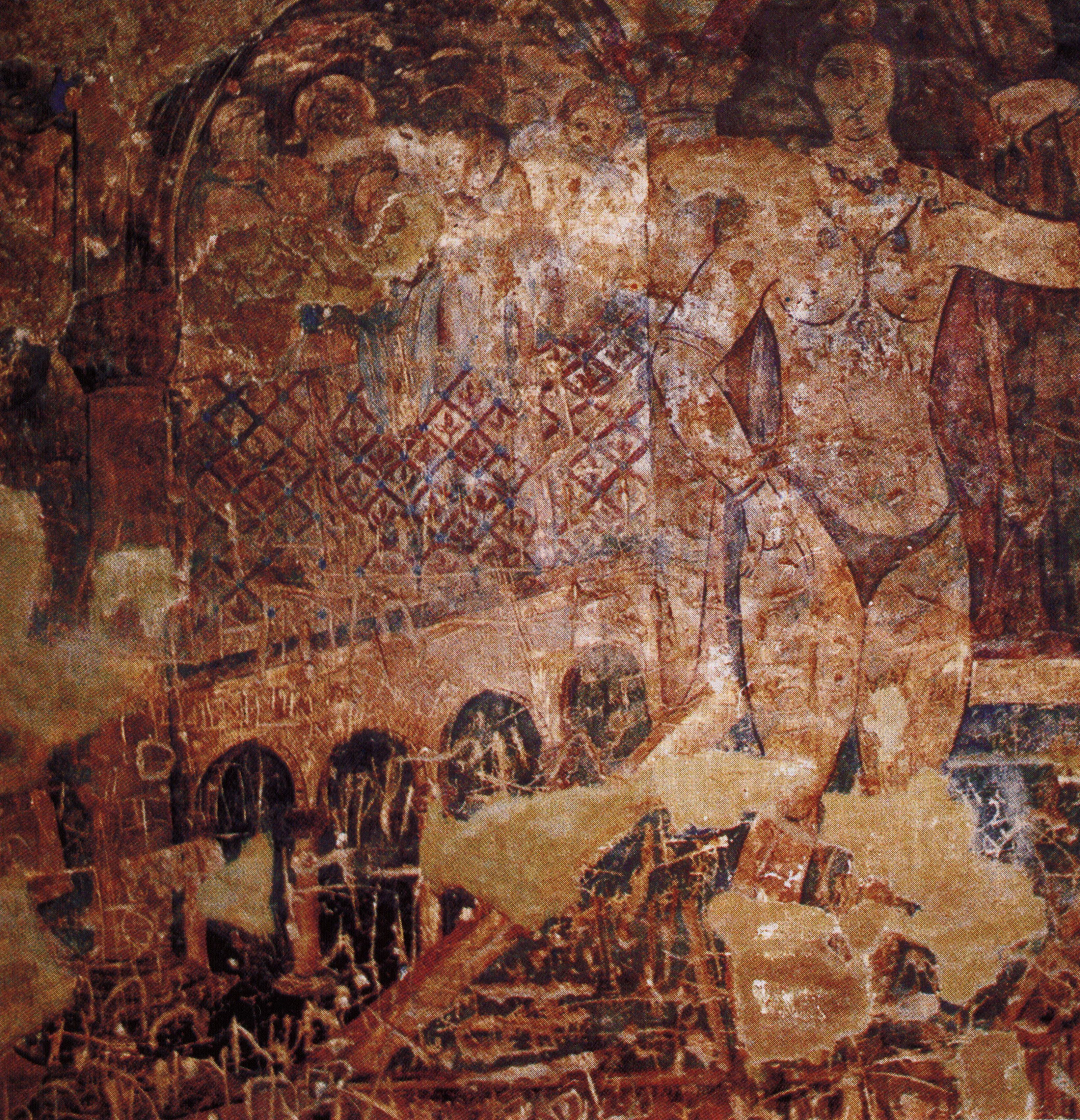
Mujer desnuda

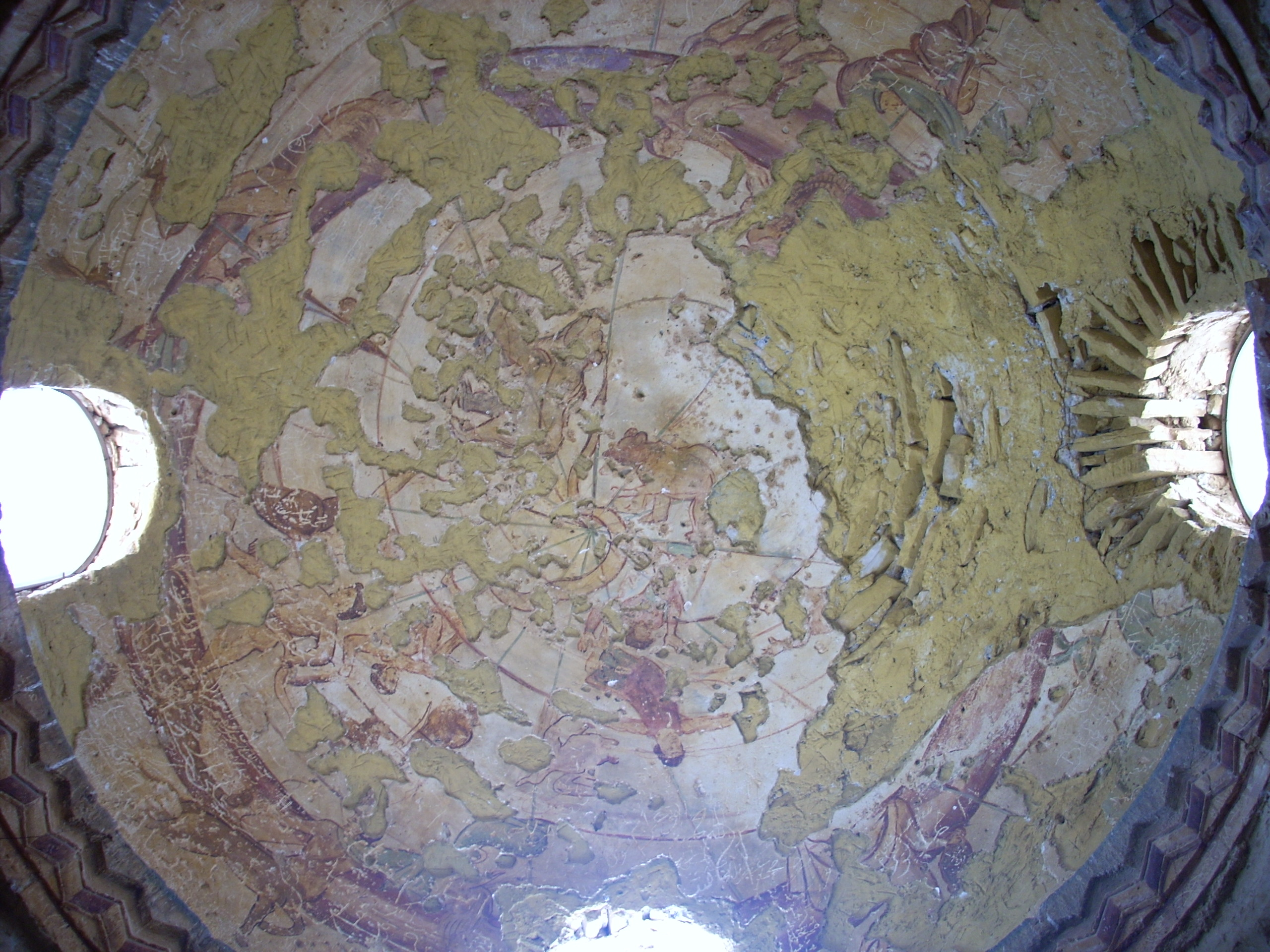
Pintura zodiacal en la cúpula del caldarium

Qasr Amra destaca sobre todo por los frescos en las paredes interiores. La bóveda de la entrada principal tiene escenas de caza, consumo de vino y frutas, y mujeres desnudas. Algunos de los animales representados no abundan en la región pero se encontraban con frecuencia en Persia, sugiriendo alguna influencia procedente de esa región. Una superficie representa la construcción del edificio. Cerca de la base de un muro un rey con halo aparece en el trono. En una sección vecina, ahora en el museo de Pérgamo de Berlín, se mostraba a ayudantes, así como un barco en aguas que abundaban en pesca y aves.
En la sala de la audiencia, encontramos uno de los frescos más interesantes, llamado  los "seis reyes" o "la familia de los reyes", que representa a los gobernantes de potencias vecinas. Con fundamento en detalles e inscripciones en la imagen, cuatro de los reyes representados son identificados como el rey visigodo Don Rodrigo, el emperador bizantino, el sah sasánida de Persia y el Negus de Etiopía. Los otros dos son más difíciles de identificar, habiéndose especulado con la posibilidad de que sean gobernantes turcos, chinos o de la India.
Su propósito no está claro. Se presiente que tiene una finalidad diferente al resto de frescos, siendo esta, quizás, la afirmación de poder del soberano musulmán frente a sus rivales. La palabra griega Νηκη, interpretada como Νίκη, Nikḗ, victoria, se descubrió cerca, lo que sugeriría que la imagen de los "seis reyes" pretendía sugerir la supremacía del califa sobre sus enemigos. Otra posible interpretación es que las seis figuras se representen como suplicando, supuestamente al califa sentado en la sala.
El apodyterium, o vestuario, está decorado con escenas de animales en actividades humanas, particularmente interpretando música. Una imagen ambigua tiene un ángel mirando hacia abajo a una forma humana envuelta en un velo o sudario. A menudo se ha pensado que era una escena de muerte, pero otras interpretaciones han sugerido que el velo cubre a una pareja de amantes. Tres rostros oscurecidos en el techo se cree que representan las etapas de la vida. Los cristianos de la zona creen que la figura de en medio es Jesucristo.
En las paredes y en el techo del tepidarium, o baño cálido, hay escenas de plantas y árboles similares a los del mosaico en la Mezquita de los Omeyas de Damasco. Están entremezclados con figuras femeninas desnudas en diversas poses, algunas bañando a un niño. La cúpula semiesférica del caldarium o baño caliente  tiene una representación de los cielos en la que se representa el zodiaco, entre 35 constelaciones separadas identificables.
Se cree que es la imagen más antigua de un cielo nocturno pintado en algo que no sea una superficie plana. Los radios emergen no del centro de la cúpula, sino, más precisamente, del polo celeste norte. El ángulo del zodiaco es también representado con precisión. El único error discernible es la obra de arte que sobrevive es el orden contrario a las agujas del reloj de las estrellas, lo que sugiere que la imagen fue copiada de una superficie plana.
Los frescos en todas las habitaciones salvo el caldarium reflejan el consejo de los médicos árabes contemporáneos, quienes creían que los baños secaban los espíritus de los bañistas, y que para revivir «los tres principios vitales en el cuerpo, el animal, el espiritual y el natural» las paredes del baño debían estar cubiertas con pinturas de actividades como la caza, escenas de amantes, jardines y palmeras.

## Variantes ortográficas
La transliteración del árabe da lugar a diversas variantes: Quseir Amra, Qasr Amrah, Qasayr Amra y Qasr Amra.